# Карамания
Карамания е историческа област в Анадолското плато (в южната част на Република Турция), чиято територия приблизително съвпада с тази на античната и ранносредновековна област Исаврия. Там караманите (караманлиите) основават през Средновековието Караманския бейлик – един от малоазийските бейлици,  съществувал в периода (1250 – 1487 г.). Наименованието му идва от това на основателя му Караман бей. Караманогулларъ (Karamanoğulları) в пряк превод от турски значи „синовете на Караман“, а етимологията на името Караман идва от турското kahraman – юначага, смелчага, герой.
С разпадането на Иконийския султанат, върху бившите му територии се появяват много княжества (емирати). Карамания е най-мощното и най-дълго просъществувало от тях, благодарение на държавна си структура, заимствана от селджуците и въведена с голяма бързина и ефективност. Вождът им Нуреддин бей обединява номадските тюркски племена, живеещи в района на Сивас. Войската му отначало е около от 10 хиляди души, но скоро достига значителните към 70 хиляди.
Караманите използват старо-анадолската писменост, близка до тази на персийския език (фарси, Farsça), а арабската писменост се въвежда като задължителна при властването на Мехмед Бей, който на 14 май 1277 г. разпространява прочутия си ферман, с който нарежда от този ден нататък в Анадола (Мала Азия) да се говори само на турски език (на местния тюркски диалект). Все пак широко разпространен сред тях остава отначало и гръцкият език, а впоследствие в голяма своя част са православни християни. Водачите им поддържат съюзи с жителите на т.нар. Българска планина, в Мала Азия, които са им известни като "българите".
Караманският бейлик дълго се противопоставя на настъпателната политика на Османската империя и всячески затормозява напредъка ѝ. Чувствайки се преки наследници на селджуците, караманите имат презрително и надменно отношение към османските турци, чието скромно начало подчертават, като наричат техния военачалник Осман бей, на когото е наречен народът им, "главатар на овчарите" (във връзка с твърдението, че дядото на основателя на държавата им е изпълнявал длъжността чобан башъ при карамански господари) и решително странят от тях. Враждебността си проявяват и по време на кръстоносния поход на Владислав Варненчик и Янош Хуняди, удряйки османлиите в гръб, с надеждата да си върнат някои от изгубените си по-рано земи.
След разгрома им от османците и окончателното завземане на земите им от тях (което става едва след превземането на Константинопол през 1453 г. от Мехмед II Завоевателя), караманлиите са изселени от областта си и разселени из Мала Азия и Балканите, а най-вече – по българските земи (земите на бившето Второто българско царство).

## Заселване в Анадола
След времената на хетите земите между градовете Мут, Ерменек, Гюлнар и Анамур започват да се наричат Изория (Исаврия). По времето на Византийската империя населението на областта нараства толкова много, че земята вече не е в състояние да го изхрани и исаврийците започват набези срещу ромеите. Византийците на няколко пъти потушават вълненията им. Най-голямото въстание в Исаврия (известно като Исаврийската война и траяло от 492 до 497 г.) е при император Анастасий I, който го потушава с нечувана жестокост, изгаря селата и разселва масово населението на Изория из Тракия. В опустялата Исаврия се явяват благоприятни условия за нови заселвания, от което се възползват караманите. Същевременно преди идването им по тези места (вероятно от земите на по-късния Азербайджан) районът е засегнат и от други нашествия, като тези на персийци (от Сасанидската империя), араби и тюрки, както и от първите кръстоносни походи.
При преселването си в Анадола караманите са предвождани от Саддедин бей и наброяват около 10 000 юрти. То става в началото на 11 век и се дължи на бягството им от настъпващите монголи. Тогава караманлиите водят номадски начин на живот – през лятото ползват пасищата в района на Сивас, а през зимата се преселват в северните райони на Иран (Персия). Под натиска на селджуците в края на 11 век те приемат исляма. След смъртта на Саддедин бей мястото му заема синът му Нуреддин бей, който за разлика от баща си е войнствен човек и веднага пристъпва към завладяване на територии. Отначало превзема крепостта Ерегли, която е дотогава в ръцете на арменците, а след това – и Сиваската крепост, която по онова време се владее от Хаджи Бахадир, бунтовник създаващ много проблеми на селджуците. Нуреддин бей обявява зависимостта си от селджукския султан и му връчва ключовете на Сиваската крепост. Благодарният владетел му заповядва да събере войска и да превземе крепостите Ерменек и Мут от арменците, които не признават властта му и тероризират тюркските номадски племена, разположени между двете крепости. Караманът успява през късната есен да превземе крепостта Ерменек. Презимува там и напролет превзема и крепостите Мут, Гюлнар и Мара. Ключовете на превзетите крепости връчва на селджукския султан Алаедин Кейкубат, който заради това го удостоява с държавни почести и му подарява превзетите крепости. Впоследствие Нуредин бей обявява основаването на Караманската държава и след устройването на държавните ѝ дела оставя властта на сина си Караман бей, а сам се оттегля в района на Сивас. Там живее като отшелник 7 години в пещера, отдаден на размисли. През 1256 г. отново идва на власт, но след превземането на крепостта Силивке решава, че вече е много стар и отново се завръща в Сивас, където през 1264 г. умира.

## Караман бей
След създаването на селджукската държава Велики Селджук (1037 г.) крепостите в района на Карамания преминават ту в арменски (до 1045 г. Анийското царство все още съществува, а по-късно арменската държавност се премества към новото арменско царство в Киликия), ту в селджукски ръце. Непрекъснатият приток на тюркски бежанци, вследствие нападенията на монголите от Средна Азия, се контролира от селджуците поради общия им език (или поне защото също говорят тюркски езици). Те ги разделят на малки групи и ги разселват по пустите земи на Изория/Исаврия. Бежанците променят численото съотношение в района в полза на тюрките. 
Не след дълго започват и войни на новите заселници, включително и на караманлиите, с арменците. След превземането на крепостите Ерменек, Мут, Гюлнар и Мара от караманите, в района се установява временно примирие. Възползвайки се от отсъствието на Караман бей, арменците – получили помощ от крепостите Къзкалеси, Паяс, Искендерун, Анталия и от остров Кипър – под ръководството на Фисандон нападат крепостта Мут и я превземат. Научавайки за нападението, Хамит бей и Айдън бей тръгват с войска към Мут. В помощ са им и 4000 малоазийски българи-пехотинци. Българите от Българската планина разполагат с обсадни машини и отлични стрелци. С помощта им крепостта Мут е превзета бързо – под дъжда от стрели на българите, арменците се оттеглят в крепостта Силивке. При тази вест Караман бей, който тогава е в Кония по покана на султан Иззедин Кейкявус, веднага пристига пред Силивке с войската си. В състоялото се сражение арменците, които междувременно са получили нова помощ от Анталия и Кипър, претърпяват поражение и се оттеглят пак в крепостта Силивке. Караман бей не се отказва и обсажда крепостта, и на деветия ден арменците поискват примирие. Подписан е мирен договор и, след като са уточнени репарациите, които ще се плащат, арменците предават крепостта и се оттеглят. Караман бей оставя водача на българите Айдън бей за пазач на крепостта и се оттегля в Мут.
След смъртта на султан Кейхюсреф II Селджукската държава е в упадък. Синовете му Иззедин Кейкявуз II, Рукнедин Кълъчарслан IV и Алаедин Кейкубат II управляват държавата заедно. След поръчка от страна на първите двама братя, Алаедин Кейкубат II е отровен от бавачката си. Започва война между двамата братя за надмощие. По същото време и монголите започват нови набези срещу селджуците. След продължилите няколко години войни Рукнедин Кълъчарслан IV е победен с помощта на Караман бей и заточен в крепостта Бурдур. Междувременно монголите, ръководени от Байджу Ноян (служител на държавата Илханат, на която по това време Иконийският султанат е васален), започвайки от Ерзурум, са опустошили половината Анадол, стигайки чак до Аксарай. Една част от бейовете, които не са доволни от управлението на Иззедин Кейкявуз II, искат помощ от тях в подкрепа на Рукнедин Кълъчарслан IV. Султан Иззедин Кейкявуз II от своя страна иска помощ от Караман бей и от другите му подчинени бейове. В състоялото се кърваво сражение при Аксарай Иззедин Кейкявуз II е победен и избягва при вуйчо си в Константинопол. Рукнедин Кълъчарслан IV е освободен от крепостта Бурдур и е възкачен на престола на селджуците, а Караман бей скоро признава властта му.
Рукнедин Кълъчарслан IV обаче таи омраза към Караман бей. Той не иска да започва нова война и му оставя крепостите Мут, Силифке и Ерменек; виждайки слабостта му обаче беят иска и крепостта Ларенде. Владетелят отказва с думите: „Имам две хубави крепости и едната да я дам на теб ли?“, но скоро след това я подарява на Хаджи бей, който е кръвен враг на караманите. Обиден от това, Караман бей събира войска и напада крепостта Ларенде. След превземането ѝ убива Хаджи бей и преименува крепостта на свое име (Караман). Султанът един по един убива и тримата бейове, които са заявили предаността си към Караман бей и – поради това че е подкрепил брат му и е превзел против волята му Ларенде – той започва да се подготвя за война срещу Караман бей.
По същото време обаче християните от Анталия нападат селджуците. Изправен пред перспективата да се бие на два фронта, султанът изпада в затруднение, но го разрешава, изисквайки от Караман бей да покаже предаността си към него и да се изправи срещу християните. Беят събира войска и отива да се бие при крепостта Гьолхисар, чийто управител проявява хитрост и веднага заявява подкрепата си към Караман бей. Запитан за местоположението на вражеската войска, той с готовност го посочва, но веднага след това предупреждава и християните. Битката е кървава и продължава 11 дни; на единадесетия ден един от пълководците на Караман бей, на име Косун бей, изоставя бойното поле и превзема крепостта Анталия. Научавайки тази новина, християнската войска изпада в паника и се оттеглят в крепостта Къзкалеси. Караман бей изпраща ключовете на Анталия на султана и се оттегля в крепостта Гьолхисар на почивка, където е отровен от управителя на крепостта. Беят веднага го убива, но и сам умира. Погребан е в покрайнините на Ерменек през 1263 г. При вестта за смъртта на Караман бей, султанът скоро превзема крепостите му и ги дава на Ибрахим Хутеноглу, на когото оставя и 10-хилядна войска със заръката да залови и убие синовете на Караман бей.

## Мехмет бей
Двамата синове на Караман бей Мехмет и Махмут са скрити от бейовете Айдън, Хамит, Тургут и Кая при българите в планината Булгар на сигурно място. Там са обучени от местните във военното изкуство. 
Семейството на бея, с двамата му невръстни синове Касъм и Халил избягва в степите в района на Биргюн. Когато става на 18 години, Мехмет бей заедно с брат си Махмут бей решава да посети майка си и братята си. С 40 свои приятели и войници българи отиват в степта, без да подозират, че шатрата на майка им денонощно е държана под наблюдение от хората на Хутеноглу. Престолонаследниците са заловени и държани затворени 3 години от Хутеноглу. Когато султан Рукнедин Кълъчарслан IV е отровен в Аксарай, те са освободени. След това Мехмет предявява претенции към престола, с което Хутеноглу не се съгласява, но караманът зачаква сгоден случай да се наложи. Успява след като подчинените му първенци изколват тези на противника му, докато заедно съпровождат сватбено шествие. Чувайки за това, българските бейове от планината Булгар пристигат веднага и обявяват подкрепата си за Мехмет бей. Хутеноглу по това време е в Ерменек. В последвалото му сражение с Мехмет бей и българите, той е победен и бяга, но е хванат и докаран при бея. След като се извинява и e опростен от Мехмет бей, той се присъединява с всичката си войска към него.
На 4 август 1243 г. иконийците са разбити и са обърнати в бягство при Кьоседаг от монголите, които започват масови грабежи и кланета в Мала Азия. Мехмет бей се опитва да възпре нашествието им и да защити народа си, което правят и българите. Обаче Иконийският султанат, на който е васал, се подчинява на монголите и започва да им плаща данъци. Везирът на селджуците Хатъроглу Шерефедин иска помощ от владетеля на Шам Мелюкиззахир Байбарс и от Мехмет бей. Сборната им войска е разбита отново от монголите, но Мехмет бей продължава борбата и спира да плаща данък на селджуците. С нова войска, той напълно разгромява и прогонва монголите от своите области – Мут, Ерменек, Гюлнар, Силивке и Анамур. Те също сформират наново войска, в която участват и селджуци на султана и под ръководството на Хутеноглу Бедретин Ибрахим нападат Мехмет бей. Сборната войска е разбита от Мехмет бей при прохода Гьоксу. После Мехмет бей е нападнат пак - от монголо-селджуците под ръководството на главнокомандващия морските сили Ходжа Юнус и отново печели победа. Обнадежден от тежкото положение на селджуците, султанът на мамелюците Байбарс настъпва към Анадола и през април 1277 г. стига до Кайсери. При тази новина Мехмет бей, заедно със сина на Иззедин Кейкявуз II – Гийаседдин Сийавуш, наричан Джимри, пристига в Кония. През май 1277 година завзема града и обявява Сиявуш за султан, нареждайки да бъдат напечатани пари с неговия лик. На 14 май същата година разпространява прочутия си ферман, с който нарежда от този ден нататък в Анадола да се говори само турски език. 
При новината, че към Кония настъпва монголо-селджукска-татарска войска, Мехмед бей напуска града и се укрепва в крепостта Мут. Брат му Махмуд тръгва към Сивас за подкрепления. Общата им войска се разполага в полите на планината Къзъл даг. Мехмет бей не изчаква помощта и приема битката, в която загива. Главата му е отсечена и изпратена в Кония. След неговата смърт войската му се оттегля в крепостта Мут и започва да се защитава. Скоро тя е превзета и разграбена от кримско-татарския хан Хасан Гирай, но на следващия ден Махмут бей пристига от Коня с огромна тюркска войска, при вида на която татарският хан се впуска в бягство, войската му е разбита, а той самият заедно със 7000 свои войници попада в плен.

## Начало на конфликта с османците
През 1308 г. монголите унищожават селджукската държава Иконийски султанат, от чиито останки се образуват редица по-малки държави. Караманите, които завземат бившата селджукска столица Кония започват да се възприемат, като пълновластни господари на района и наследници на селджуците. Те запазват целия управленски апарат на селджуците, успешно го доразвиват и водят безкрайни войни с монголите, възпирайки настъплението им на входа на Анадола. Войните с монголите изсмукват силите на Караманската държава, а същевременно способстват за укрепването на османлиите от Османския бейлик, които вече извършват успешни набези срещу съседите си и увеличават териториите си. През следващите години караманите също разширяват владенията си и получават излаз на Средиземно море. Земите им вече обхващат обширни райони – местата на съвременните градове Караман, Кония, Сивас, Кайсери, Нигде, Адана, Анкара, Антакия, Анталия, Силивке, Анамур, Мут, Ерменек, Гюлнар, Алания, Газипаша, Спарта и Бейшехир. 

## Междуособици и упадък
След отблъскването на монголците и утвърждаването на караманите в Анадола за тях настъпва дълъг период на мир. През 1352 година те се управляват от Шемседдин бей, докато не е отровен от брат си Хаин Караман. Първенците на държавата се събират и избират Бурханеддин Муса бей начело на държавата. Той се отличава с голяма начетеност и честност. След възцаряването си опрощава убийците на предшественика си и им дава държавни постове. Настанява се в Мут и го обявява за столица на Карамания. Племенника си Сейфеддин Сюлейман бей назначава за валия на град Караман, а Хаин Караман – за негов помощник. Последният обаче не се отказва от намеренията си, въпреки обещанията си, а възползвайки се от това, че Бурханеддин бей е далеч, започва да трупа оръжия, за да нападне столицата Мут. Помагат му и кипърските арменци, както и някои продажни бейове – Касъм, Саддедин, Шейх Йунус, Хаджъбейлероглу Халил и Таджеддин бей. Бурханеддин Муса бей скоро научава за това, но понеже сам не е войнствен извиква при себе си племенниците си – Алаеддин Али бей, който по това време е в Кония на обучение, и валията на Караман Сейфеддин Сюлейман бей. Първия предназначава на събрание на първенците на държавата за главнокомандващ на войската, а втория – за главен вожд на караманлиите. В отговор Хаин Караман бей обявява Кония за независима и раздава високи постове на приближените си. Алаеддин Али бей го атакува и превзема крепостта Ерменек, която принадлежи към новообявената независима държава, изземва всичкото складирано там оръжие и го пренася в Мут, където и презимува с войската си, а напролет (на 1357 година) тръгва към Кония. Хаин Караман също събира войската си и ги пресреща в планината Торос. В продължилата два дена битка той е пленен с голяма част от войската си, а останалата се разбягва. Сейфеддин Сюлейман бей отива в Караман, възкачва се на трона си и обявява отново града за столица на Караманогулларръ. Той помилва бунтовниците и им нарежда да се върнат на старите си държавни постове; през 1361 г. същите хора организират покушение срещу него, в резултат на което умира. Мястото му е заето от убиеца му – Касим, но той скоро е свален от Алаедин бей, който става новият владетел на Карамания.
Алаедин завзема много от околните земи и окончателно сразява арменците, но разстройва обичайните за караманлиите съюзи и се съюзява с османците. Той дори се жени за дъщерята на султана им Мурад I - Нефисе. Обаче на няколко пъти предава османците, в резултат на което е убит от султан Баязид I. Следващият карамански емир, Мехмет II, управлява по негово благоволение, но също се отмята от османците и се съюзява с Тамерлан. Получава от него старите земи на княжеството си, но амбициите му стигат по далеч и той се опитва неблагополучно да поддържа агресивна политика - завзема град Бурса и го разрушава, но е пленен от османците, а по-късно - и от мамелюците. След освобождаването си напада Анталия, но е убит при обсадата й (1423 г.). Бенги Али бей, следващият водач на бейлика,  скоро се оттегля, прогонен от друг претендент - Ибрахим бей II, който се помирява с османския султан Мурад II и му отстъпва превзетите по-рано земи на Хамидидите. Обединява успешно сили с мамелюците срещу Дулкадиридите. После обаче проваля новия възход на Карамания, обръщайки се пак срещу османците, в резултат на загубата си от които е принуден да я обяви за тяхна васална държава (около 1445 г.) Той има проблеми и с определянето на наследник, тъй като има много синове и те оспорват избора му на сина му от робиня Исхак, дори дотолкова, че заедно подемат война срещу тях и ги обсаждат.
След смъртта на Ибрахим бей II (около 1464-1465 г.) Караманската държава се разделя на две между синовете му Исхак бей и Пир Ахмед бей, всеки от които се опитва да отстрани другия в братоубийствената война. Исхак бей събира войска и тръгва към Бейшехир, където го пресреща Пир Ахмед, тръгвайки от Кония. Двете войски се срещат на равнинно място между Бейшехир и Кърели. Пир Ахмед бей е победен и избягва. Исхак бей се придвижва с войската си и завзема столицата Караман, но Пир Ахмед бей се обръща за помощ към кръвния си враг – османския султан Мехмед II Завоевателя, който на драго сърце му изпраща войска под предводителството на Гедик Ахмед паша. Исхак бей от своя страна иска помощ от предводителя на тюркските племена аккойун Узун Хасан бей. Двете войски се срещат пред стените на Караман. Пир Ахмед бей отново е победен и заедно с Гедик Ахмед паша се оттегля в Афион. Султанът изчаква Узун Хасан бей да се оттегли с войската си и изпраща подкрепление на Гедик Ахмед паша, с което пред Даг Пазаръ Исхак бей е победен и избягва при Узун Хасан бей. Пир Ахмед известно време управлява, като васал на султан Мехмед II, но после отново е в конфликт с него. Той се укрива в Караман и Нидже, водейки война и с османците, и с брат си Исхак. Междувременно Кония е окупирана от силите на султана, а населението и, както и това на Караман е подложено на депортация (с него Мехмед Завоевателят заселва опустошения Константинопол), ограбване и преследване. Водеща роля в репресиите и конфискациите има османският велик везир Рум Мехмед паша. Срещу него въстават Пир Ахмед и неговия брат Касим (Касъм бей) и си връщат Караман, но скоро са пак прогонени, а градът, както и крепостта Ерегли - разрушени. Пашата се насочва след това срещу град Алая (Алания), но се въздържа да я превземе. Тя е превзета от османците на следващата година, когато във войната с караманлиите отново участва Гедик Ахмед паша. След като превземат и Ерменек османлиите пленяват Пир Ахмед бей и семейството му. Той успява да избяга, но през 1474 г. умира в Тарс, Киликия. Наследява го Касъм бей, който обединява сили с Исхак бей и Узун Хасан бей. Общата караманидска и тюркменска войска е разгромена от османците в катастрофалната Битка при Отлукбели през 1473 г.

## Касъм и наследниците му
През 1474 година синът на Мехмед Завоевателя – предпочитаният от него за престолонаследник принц Джем (по-късно станал известен като Джем Султан и Зизим) – е назначен за валия на Караман. По време на лов в планината Кораш се среща с предводителя на караманите Касъм бей и се сприятелява с него. Когато през 1481 година Мехмед II умира неочаквано, Джем е изместен от по-големият си брат Баязид II, който според османските обичаи трябва и да го убие. В опит да се спаси и да осъществи претенциите си Джем събира войска от околностите на Караман и тръгва към Бурса. Там вече е дошла войската на Баязид под предводителството на Аяс паша. В последвалото сражение войската на Джем побеждава и той провъзгласява възкачването си на османския престол. Следва нова битка в околностите на Йенишехир с Баязид и цялата му войска 22 дни след първата, в която той побеждава и Джем Султан и Касъм паша бягат в планината Булгар, после Джем се оттегля на остров Родос, откъдето заминава за Западна Европа, а отмъщението на Баязид II се стоварва върху съюзниците му.  
След дългата поредица завземания на територии и държави на Балканите и в Мала Азия, османците най-сетне сломяват и Карамания, макар че жителите ѝ се съпротивляват докрай и често извършват набези срещу Османската империя, нарушавайки спокойствието ѝ. Синът на Мехмед Завоевателя прилага остроумна стратегия, чрез която противопоставя бейовете им едни на други до пълно изтощение. Първо подмамва един от подчинените на Касъм бей бейове – Хадъм Али паша да отстрани Касъм бей, с обещание да заеме мястото му. Той отравя бея, тримата му синове и 30 главни бейове, по време на празненство в околностите на Кестел, подправяйки шербета им. Накрая султанът се свърза и с наследниците на убитите, които подтиква към гражданска война, в разгара на която ги атакува и разгромява окончателно. Най-враждебно се проявяват към караманлиите в тази война българите от Балканите, които ги оприличават напълно на османците и прехвърлят омразата си върху тях.

## Разселване на караманлиите
За да не могат караманлиите отново да се съберат и да застрашат целостта на империята им, османците разселват абсолютно цялото население на Карамания. Големи групи са разселени по различни части на Анадола. Други групи са настанени в северните части на Иран (Персия), на територията на днешен Азербайджан, на териториите на днешна Северна Гърция, Северен Кипър и Южна България, както и в Македония, но най-вече - в Лудогорието и по поречието на река Дунав, където живеят и в наши дни (XIX – XXI век).